# Pressurização da cabine
Cabine de um Boeing 737.
Pressurização da cabine, na aviação e viagem espacial, significa o bombeamento ativo de ar para dentro da cabine de uma aeronave. Tem a finalidade de manter uma pressão dentro da cabine adequada ao corpo humano durante o voo em altitudes elevadas. O primeiro avião com cabine pressurizada foi o Lockheed XC-35  que fez seu primeiro vôo em 9 de maio de 1937.